# That's Amore (brano musicale)
That's Love è una canzone del 1953 composta dal compositore Harry Warren e dal paroliere Jack Brooks. Divenne un notevole successo nella registrazione di Dean Martin. Peculiarità del brano è la contaminazione della lingua inglese con alcuni termini in italiano.
Il brano è anche una dichiarazione d'affetto per Napoli e per le sue tradizioni come la pizza, la tarantella e la celebre pasta e fasule (pasta e fagioli).
Il critico musicale Joe Queenan descrisse la canzone «un'affascinante, anche se sciocca, parodia della musica popolare napoletana per suonatori d'organetto», e scrisse: «That's Amore fu una delle molte canzoni dei primi anni cinquanta che aiutarono a riabilitare l'immagine dell'Italia quale terra di magia e romanticismo, che era stata in qualche modo rovinata dal fascista Benito Mussolini».

## Descrizione
La canzone apparve per la prima volta nella colonna sonora del film Occhio alla palla, distribuito dalla Paramount Pictures il 10 agosto 1953.
Inserita in un disco singolo pubblicato dalla Capitol Records, la canzone fu registrata il 13 agosto 1953 con l'orchestra diretta da Dick Stabile, agli studios della Capitol Records al 5505 di Melrose Avenue ad Hollywood. Il 7 novembre 1953 il singolo di That's Amore (sul cui lato B era incisa You're The Right One), raggiunse la posizione numero due della Billboard Hot 100. Il singolo di Dean Martin non riuscì a spodestare dal primo posto Vaya con Dios di Les Paul e Mary Ford, che rimase in vetta per nove settimane consecutive.
La canzone rimase indelebilmente identificata con la persona di Dean Martin, al punto che un documentario del 2001 sulla vita dell'artista fu intitolato proprio That's Amore. Anche la biografia dell'artista, scritta nel 2002 dal figlio Ricci Martin fu intitolata That's Amore: A Son Remembers Dean Martin. La stessa canzone di Dean Martin venne usata come sigla della trasmissione radiofonica Andando a cena condotta da Alfredo Antonaros e come sigla della trasmissione Ricette all'italiana andata in onda su Rete 4 con la conduzione di Michela Coppa e Davide Mengacci.

## Nella cultura di massa
Il brano fu interpretato da Gina Lollobrigida e Pat Boone in uno spettacolo televisivo americano del 1958. That's Amore, che conobbe in Italia una nuova popolarità dieci anni dopo la sua uscita grazie alla versione di Lou Monte, fu riscoperta da una nuova generazione quando, nella versione originale di Dean Martin, fu inserita nella colonna sonora del film del 1987 Stregata dalla luna con Cher e Nicolas Cage; successivamente fu utilizzata nella fiction Anni '50, andata in onda in Italia nell'ottobre del 1998. In seguito, That's Amore è stata utilizzata in numerosi film e serie televisive, soprattutto quando sono state trattate storie di personaggi italo americani. Alcuni esempi sono rappresentati dal cartone animato I Simpson, dai film Come d'incanto e Love Is All You Need. Anche un reality show di MTV è stato intitolato That's Amore (spinoff del reality che ha reso celebre Tila Tequila). Alfred Hitchcock l'aveva comunque già inclusa molti anni prima nella colonna sonora del film La finestra sul cortile. Una versione del brano è stata incisa dalla cantante italiana Nilla Pizzi con il titolo di Questo è amore.

## Cover
- 2014 - Gruppo Giardino nell'album Folk del sud Italia (Nuova Canaria)